# Prosoplus sturninus
Prosoplus sturninus là một loài bọ cánh cứng trong họ Cerambycidae.